# بليير بلفز
بليير بلفز (بالإنجليزية: Belleair Bluffs)‏ هي مدينة أمريكية تقع في ولاية فلوريدا. تبلغ مساحة هذه المدينة 1.6 (كم²)،ويبلغ عدد سكانها 2031 نسمة حسب إحصاء سنة 2010 م 2031.تشير إحصاءات سنة 2000م بأن الكثافة السكانية في هذه المدينة تقدر بـ(auto) نسمة/كم2 